# Дежнёв, Семён Иванович

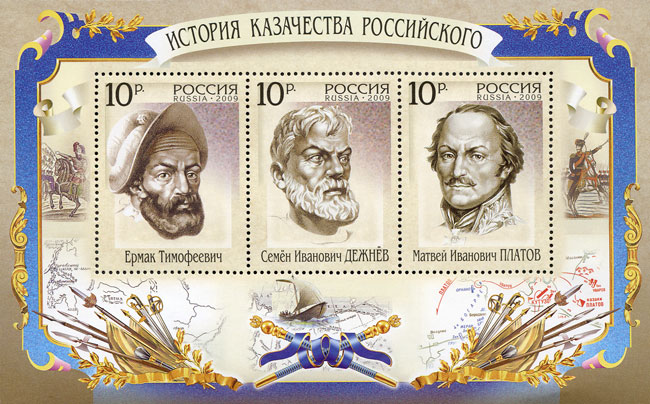
Почтовая марка России, 2009 год:
Ермак, Дежнёв, Платов

Семён Ива́нович Дежнёв (25 февраля [7 марта] 1605, деревня Есиповская в Сояле на Пинеге, Двинской уезд — 1673, Москва) — русский путешественник, землепроходец, мореход, исследователь Северной и Восточной Сибири и Северной Америки, якутский атаман, торговец пушниной.
Первый мореплаватель, прошедший Берингов пролив, отделяющий Азию от Северной Америки, Чукотку от Аляски, причём сделал это за 80 лет до Витуса Беринга, в 1648 году, по пути посетив острова Ратманова и Крузенштерна, находящиеся посередине Берингова пролива.

## Биография
Родился в деревне Есиповская в Сояле на Пинеге, в каком возрасте попал в Сибирь — не установлено.
В возрасте 14 лет вместе с отцом совершил морское путешествие на Соловецкие острова, доставив монастырю ежегодные дары. В 17 лет уехал в Архангельск, поступил на службу к богатому купцу и судовладельцу Воскобойникову на должность матроса коча и принял участие в экспедиции каравана из трёх кочей к устью Оби и далее в г. Мангазею (на реке Таз). На следующий год, после вынужденной зимовки, вернулся в Архангельск.
В 1630 году в Великом Устюге вступил в набор людей на службу в Тобольск.
В Сибири сначала служил рядовым казаком с 1635 года в Тобольске, а затем в Енисейске. Среди больших опасностей 1636—1646 годов «смирил» якутов. Из Енисейска он с отрядом П. И. Бекетова в 1638 году перешёл в Якутский острог, только что основанный по соседству с ещё непокорёнными племенами местного населения. В 1639 году был послан якутским приказчиком П. Ходырёвым на Вилюй для сбора ясака, в августе 1640 года примирил два якутских рода на реках Татта и Амга (притоки Алдана) и склонил к уплате ясака воинственного «князца» племени кангаласов Сахея.
В 1641 году, с партией из 15 человек, собирает ясак на реке Яне и благополучно доставляет его в Якутск. В том же году вместе с Михаилом Стадухиным, отправился в поход на Оймякон для сбора ясака с эвенков и якутов, для чего отряд перешёл Верхоянский хребет. В апреле 1642 года в стычке с воинственными «ламутскими тунгусами», как и многие другие казаки, был ранен. Потеряв лошадей, отряд попал в тяжёлое положение. Пришлось построить судно. Когда сошёл лёд, казаки спустились вниз по Оймякону и продолжили искать «неясачных» в низовьях Индигирки. Но там сборщиков ясака уже было предостаточно, поэтому отряд отправился дальше на восток и дошёл до реки Алазеи. Здесь им встретился отряд такого же землепроходца десятника Дмитрия Михайлова по прозвищу Ярило Зырян. Вновь проявил свой дипломатический талант, уговорив Зыряна соединиться с отрядом Стадухина под его начальством.
Открытие Колымы
Летом 1643 года в составе отряда землепроходцев под командованием Михаила Стадухина открыл реку Колыму. Казаки поднялись вверх по реке и основали Колымское зимовье, позже ставшее крупным острогом Среднеколымск — опорным пунктом русского освоения Колымы в этих местах. В 1644 году основал ещё один острог, названный позднее Нижнеколымском. В 1645 году Стадухин и Зырян, с ясаком и половиной людей, отправились по реке Лене в Якутск, оставив в Колымском острожке Дежнёва и ещё 13 человек. Дмитрий Михайлов (Зырян) с дороги вернулся обратно, а Дежнёву пришлось отразить нападение более 500 юкагиров, хотевших уничтожить малочисленный гарнизон острожка.
На Колыме Дежнёв прослужил до лета 1647 года. Летом того же года корабли экспедиции торговца Федота Алексеева Попова (по прозвищу Холмогорец, приказчика влиятельного купеческого дома Усовых) вышли в плавание, но крепкие льды закрыли им путь. Экспедиция возвратилась на Колыму.

Открытие памятника Семёну Дежнёву и его семье — жене-якутке Абакаяде Сючю и сыну Любиму, «первому сахаляру». Якутск, сентябрь 2005 года.

Чукотская экспедиция, открытие пролива между Азией и Америкой

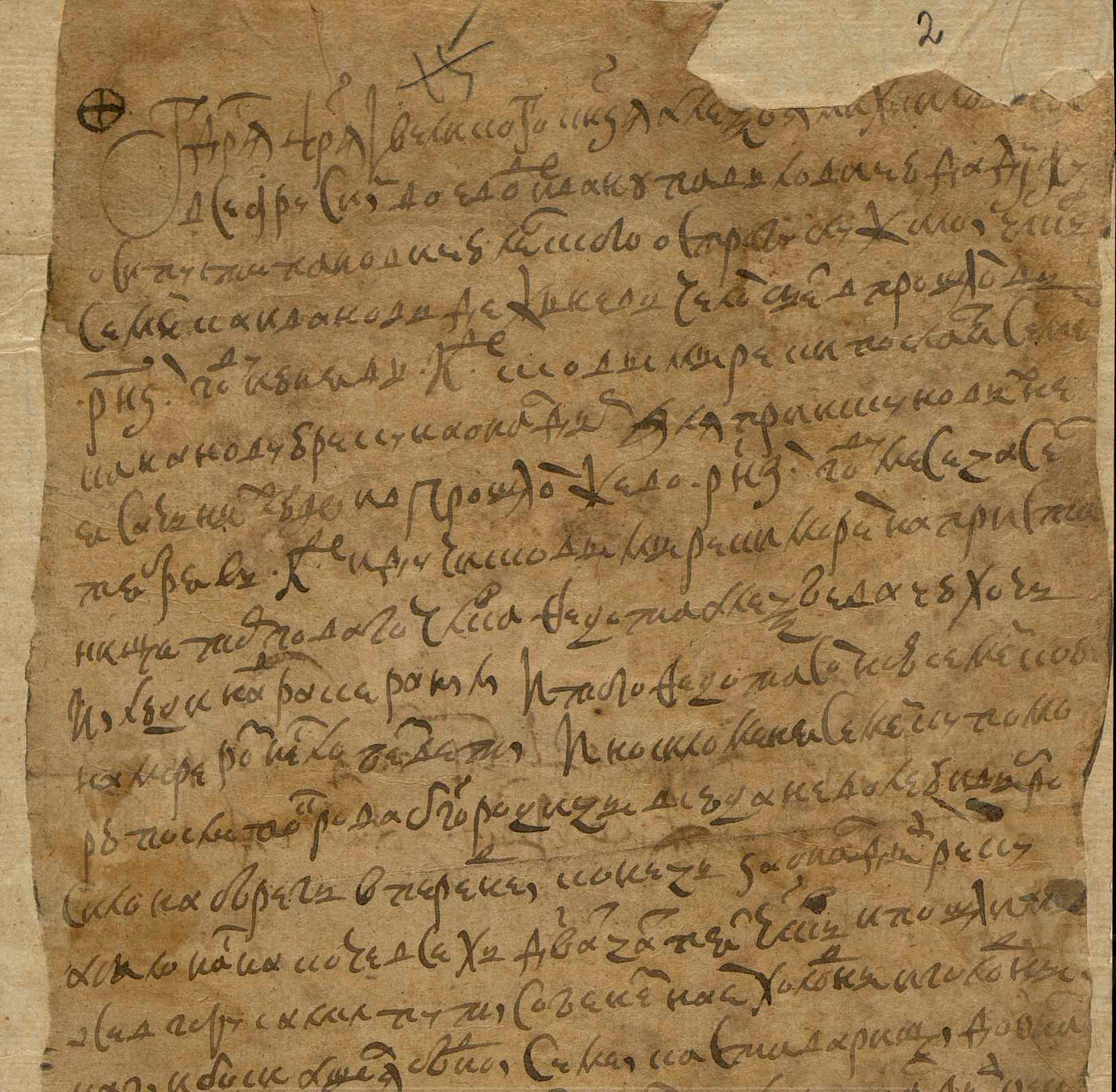
Начальный лист отписки служилого человека Семёна Ивановича Дежнёва (Семейки Иванова Дежънева) якутскому воеводе Ивану Павловичу Акинфову и дьяку Осипу Степановичу о морском походе на реку Анадырь, по реке и о судьбе его спутников в 7156 (1648)-7162 (1654) годах. Отписку подал охочей служилый человек Данилко Филипов 11 (21) апреля 7164 (1656) года.

20 июня 1648 года Федот Попов и Семён Дежнёв на кочах вышли в море. Три коча сразу потерялись в буре при выходе из устья Колымы в Ледовитый океан. Оставшиеся неуклонно пошли вперёд. В августе 1648 года пошёл ко дну ещё один коч.
Около 20 сентября 1648 года Дежнёв и его спутники увидели тёмный и грозный «Большой Каменный Нос», окаймлённый полосой пенных бурунов (ныне мыс Дежнёва). Мимо Носа прошли лишь три судна: два коча Дежнёва и Попова и один — Герасима Анкудинова.

«А с Ковымы реки итти морем на Онандир реку и есть Нос, вышел в море далеко, а не тот Нос которой от Чухочьи реки лежит, до того Носу Михаило Стадухин не доходил, а против того Носу есть два острова, а на тех островах живут чухчи, а врезываны у них зубы {прорезываны губы}, кость рыбей зуб. А лежит тот Нос промеж сивер на полуношник. А с русскую старону Носа признака: вышла речка, становье тут у чухочь делано, что башня ис кости китовой. И Нос поворотит круто к Онандыре реке под лето, а доброво побегу от Носа до Анандиры реки трои сутки, а боле нет. А итти от берегу до реки недалет, потому что река Андыр пала в губу.»
— РГАДА. Фонд 1177 (Якутская приказная изба). Опись 3. Ед. хр. 1146 (Отписка служилого человека Семёна Дежнёва якутскому воеводе Ивану Павловичу Акинфову о морском походе на реку Анадырь и о судьбе его спутников). Л. 3 Опубликовано: ДАИ, т. IV, 1851 г., № 7.
Тем самым было доказано, что между Азией и Северной Америкой есть разделение. Однако это историческое открытие ещё долгое время оставалось неизвестным, так как все документы о походе хранились в Якутском остроге. По сути, Витус Беринг открыл этот пролив, названный его именем, вторично.
Судно Дежнёва разбилось в Олюторском заливе южнее устья реки Анадырь. Отряд Дежнёва (24 человека) на лыжах и нартах 10 недель через Корякское нагорье добирался до реки Анадырь, где и зазимовал.

«А шел я, бедной Семейка, с товарищи до Анандиры реки ровно десять недель, и пали на Анандырь реку вниз близко моря, и рыбы добыть не могли, лесу нет. И з голоду мы, бедные, врознь розбрелись. И вверх по Анандыре пошло двенатцать человек»

Кочи же Федота Попова и Герасима Анкудинова вынесло гораздо южнее, на берег Камчатки, где они оставались в течение нескольких лет и умерли от цинги.
Летом 1649 года на построенных лодках Дежнёв поднялся вверх по Анадырю на 600 км. Тут, на среднем течении реки Анадырь, было устроено зимовье, названное потом Анадырским острогом. На верхнем течении Анадыря русские встретили кочевых анаулов — незнакомое им юкагирское племя. Только на третий год к казакам пришло подкрепление. Но это была не смена. Казак Семён Мотора искал сухопутную дорогу между Колымой и Анадырем через горный проход, он-то и выручил Дежнёва. Этим путем, более удобным, нежели морским, воспользовался и Дежнёв, для отсылки в Якутск собранной им моржовой кости и пушнины.
Историко-географическим итогом экспедиции стали чертёж Анадыря, подробное описание природы края, условий плавания по реке и рассказ об эскимосах, проживавших на берегах Чукотки и соседних островах.
Осенью 1650 года совершил неудачную попытку добраться до Камчатки и был вынужден вернуться. В 1652 году открыл крупное морское лежбище недалеко от устья Анадыря и занялся добычей моржовой кости.
Дальнейшая судьба
В 1659 году сдал команду над Анадырским острогом и служилыми людьми сменившему его знаменитому картографу Курбату Иванову, но оставался в крае ещё до 1662 года, когда вернулся в Якутск вместе с Иваном Ерастовым. Оттуда Дежнёв, с государевой казной, был послан в Москву, куда и прибыл, вероятно, к середине 1664 года.
В Москве он продал всё добытое на Севере (289 пудов, то есть примерно 4,6 тонны) моржовых клыков на сумму 17340 рублей и получил свой процент, 500 рублей соболями, что сразу сделало его богатым человеком.
Сохранилась челобитная Дежнёва о выдаче ему жалованья, заслуженного им, но не полученного, за 19 истёкших лет, что и было исполнено (126 рублей). Царским указом он был назначен якутским атаманом, в соответствии с тем что в Якутском остроге оказалось полное число сотников, с окладом «9 рублев деньгами, да хлеба 7 чети ржи, да 4 чети овса, да 2 пуда с четью соли».
В 1665 году он выехал обратно в Якутск, продолжил службу, собирая ясак на реках Оленёк, Яна и Вилюй. Служил там до 1670 года, когда снова был послан с государевой (собольей) казной в Москву, куда прибыл в 1672 году, где и умер в начале 1673 года.
За время службы имел 13 ранений, включая 3 тяжёлых. Судя по сохранившимся источникам, его отличали надёжность, честность, миролюбие и желание решать спорные дела без кровопролития.
Личная жизнь
Хотя Дежнёв прибыл на службу в зрелом возрасте, история не сохранила достоверных свидетельств о том, был ли он женат у себя на родине на Пинеге или потом в Великом Устюге. По некоторым данным, в 1641 году он взял себе в жёны якутку Абакаяду (Абакай да Сючю), дочь тойона Борогонского улуса Онокоя (Енекейу), после чего отправился на Колыму и так и не возвратился к ней. Согласно местной легенде, Абакаяда родила ему сына Любима, а также ждала мужа 20 лет.
После возвращения в Якутск в 1665 году снова женился на якутке — Кантеминке Архиповой, у них родился сын. В приказной избе Якутска сохранилось слёзное прошение жены, направленное в 1668 году о разрешении поехать к мужу к месту его службы на реку Оленёк, где он вновь мирил враждующие роды эвенков-тунгусов.

## Память
- Его имя носят:

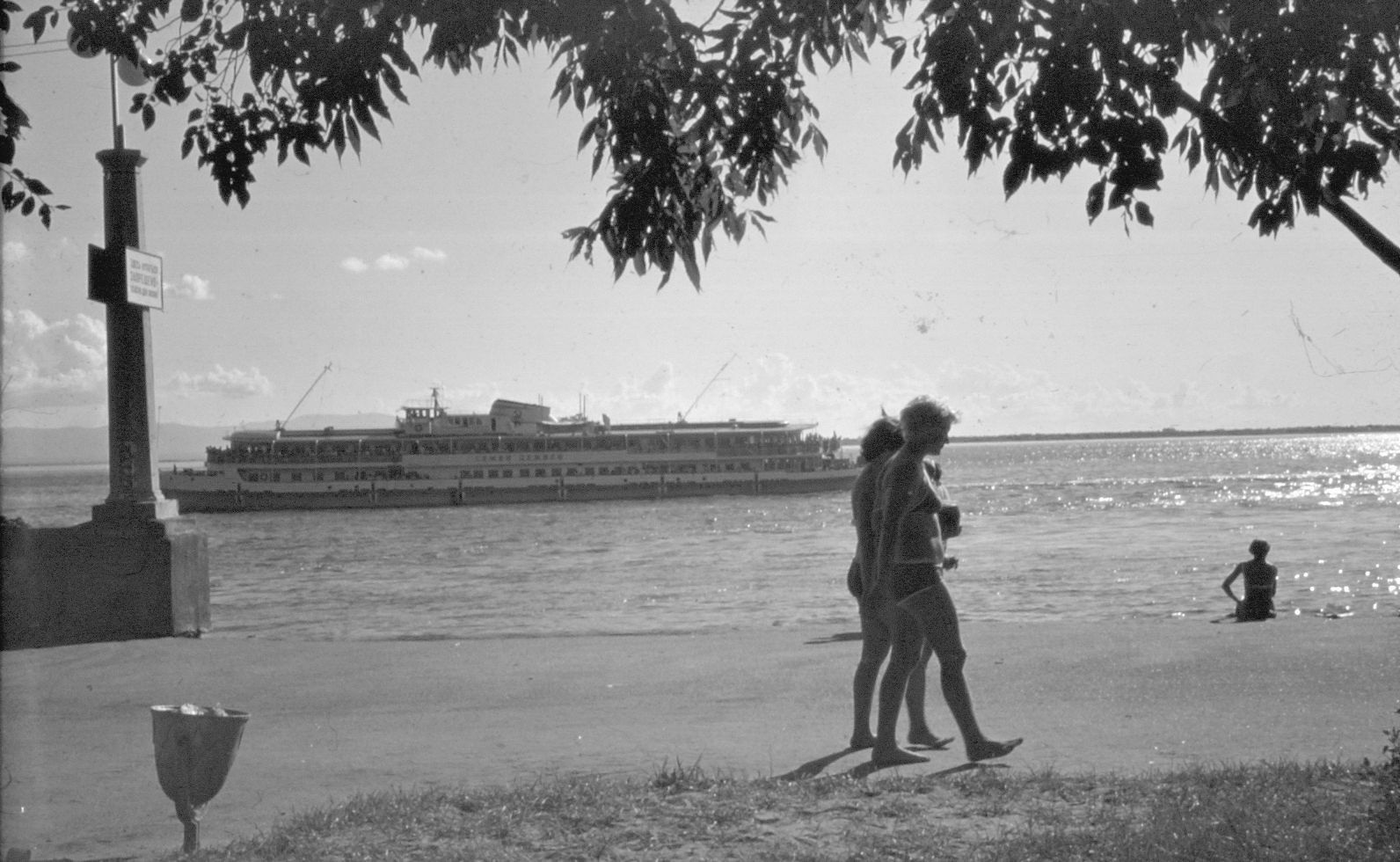
Хабаровск, теплоход «Семён Дежнёв» (проект 860), 1978 год

  - мыс, который является крайней восточной оконечностью Азии (названный Дежнёвым — Большой Каменный Нос), современное название дано Русским географическим обществом в 1898 году[10];
  - остров в море Лаптевых
  - залив
  - бухта в Беринговом море (названа в 1885 году)[10];
  - полуостров (западное побережье Берингова пролива)[10];
  - горный массив на западном побережье Берингова пролива[10];
  - острова Дежнёва (Карское море, архипелаг Норденшельда); открыты и нанесены на карту в 1938 гидрологической экспедицией Главсевморпути под начальством А. И. Косого, тогда же названы в честь С. И. Дежнёва[10];
  - ледник на острове Октябрьской Революции архипелага Северная 3емля
  - село[11]
  - астероид (3662) Дежнёв
- В его честь названы улицы в следующих городах:Памятник С. И. Дежнёву в Великом Устюге
  - в Алма-Ате
  - в Великом Устюге
  - в Запорожье
  - в Казани (названа в 1953 году)

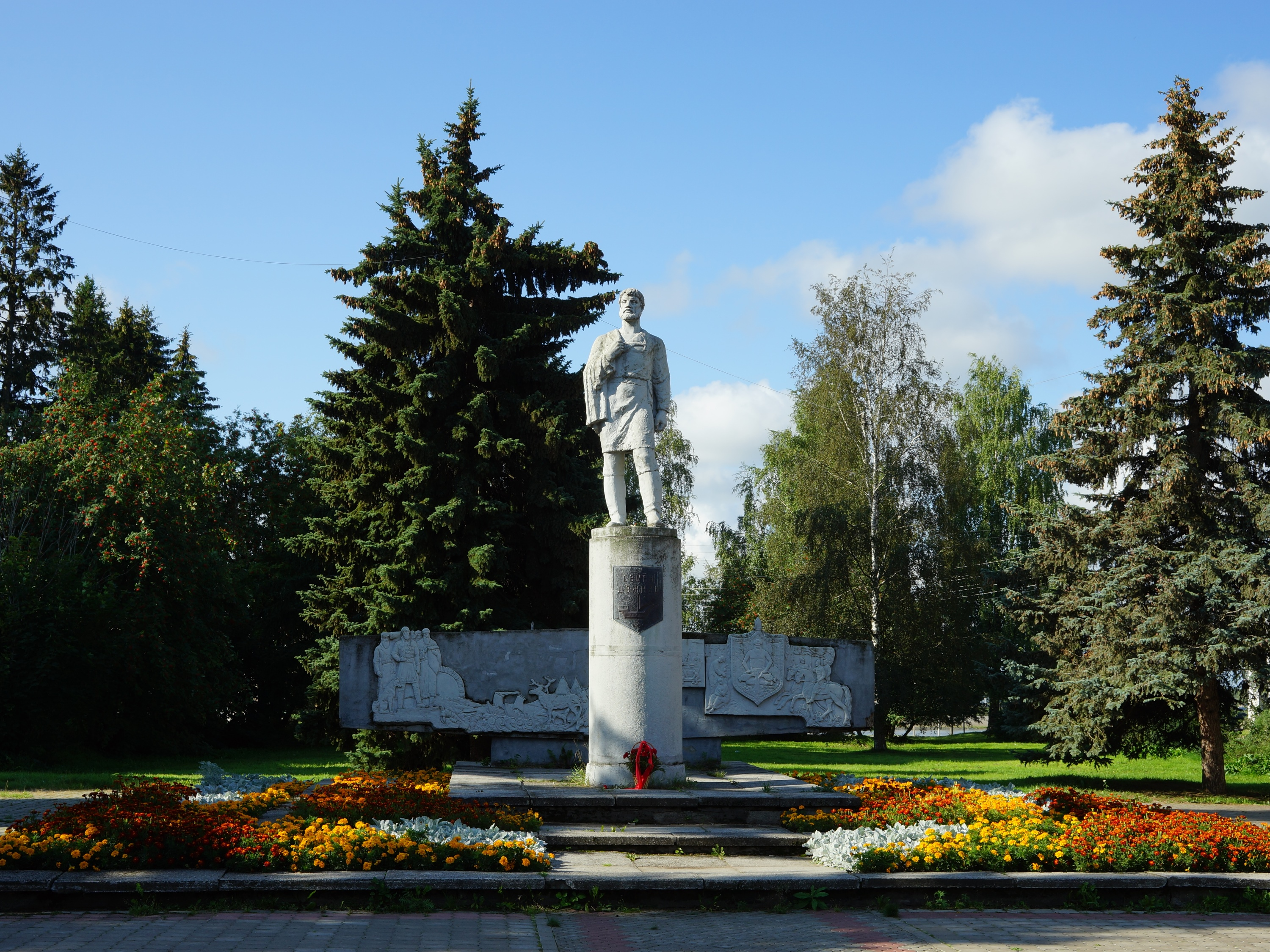
Памятник С. И. Дежнёву в Великом Устюге

  - в Карпогорах (Архангельская область)
  - в Красногорске
  - в Краснодаре
  - в Махачкале
  - в Минске (названа в 1948 году)
  - в Москве (проезд Дежнёва (Северо-Восточный округ), назван в 1964 году)
  - в Мурманске
  - в Находке
  - в Ставрополе (переулок)
  - в Хабаровске
  - в Якутске
- В 1948 году Советом Министров СССР учреждена Премия имени С. И. Дежнёва.
- В 1970 году дальневосточные ботаники Ю. Юрцев и А. Кожевников собрали на Чукотском полуострове гербарные образцы маленького (до 3 см высотой) растения с голыми стелющимися побегами. Растение относится к роду селезёночник и по некоторым морфологическим отличиям было выделено в 1972 году С. С. Харкевичем в отдельный эндемичный вид под названием селезёночника Дежнёва (Chrisosplenium dezhnevii Charkev.)[12].
- Памятники:
  - Памятная доска на родине Дежнёва в деревне Сояла, открыта в 2022 году силами местных жителей[13] .
  - Каменный обелиск на мысе Дежнёва (1956), деревянный памятник-крест там же.
  - В Музее землеведения МГУ (на 25 этаже Главного здания) установлен бюст С. И. Дежнёва[14].
  - В центре Великого Устюга в 1971 году Дежнёву установлен памятник.
  - В сентябре 2005 года в Якутске был открыт памятник Семёну Дежнёву, его жене-якутке Абакаяде Сючю и их сыну Любиму.
- В 1937 году в Ленинграде спущен на воду ледокольный пароход "Дежнёв", прославившийся боем у Диксона в августе 1942 года с фашистским тяжёлым крейсером «Адмирал Шеер».
- В 1971 году был спущен на воду ледокол «Семён Дежнёв»
- Имя Семёна Дежнёва носил пассажирский теплоход Амурского речного пароходства (проект 860).
- В 1965—1995 годах в состав Северного флота СССР и России входило океанографическое исследовательское судно «Семён Дежнёв» (проект 850).
- В 1983 году на экраны вышел фильм «Семён Дежнёв», снятый на свердловской киностудии с Алексеем Булдаковым в главной роли.
- В 2001 году Банком России, в серии памятных монет «Освоение и исследование Сибири», выпущена монета «Экспедиция Ф. Попова и С. Дежнёва» номиналом 100 руб.
- В Новосибирске есть Командное речное училище имени С. И. Дежнёва, открытое 2 апреля 1943 года для подготовки специалистов со средне-специальным образованием для Западно-Сибирского речного пароходства[15].
- В 2009 году была выпущена почтовая марка России с изображением Дежнёва.

Памятники, монеты, почтовые марки
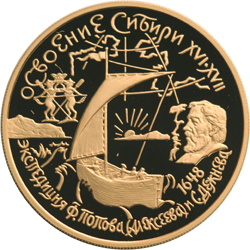
Памятная монета «Экспедиция Ф. Попова и С. Дежнёва»
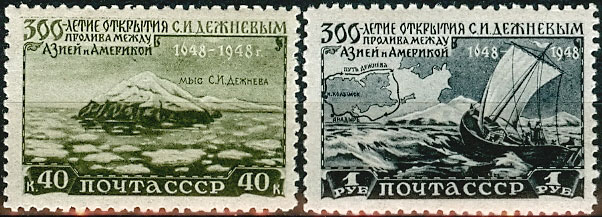
Почтовые марки СССР, 1949 год
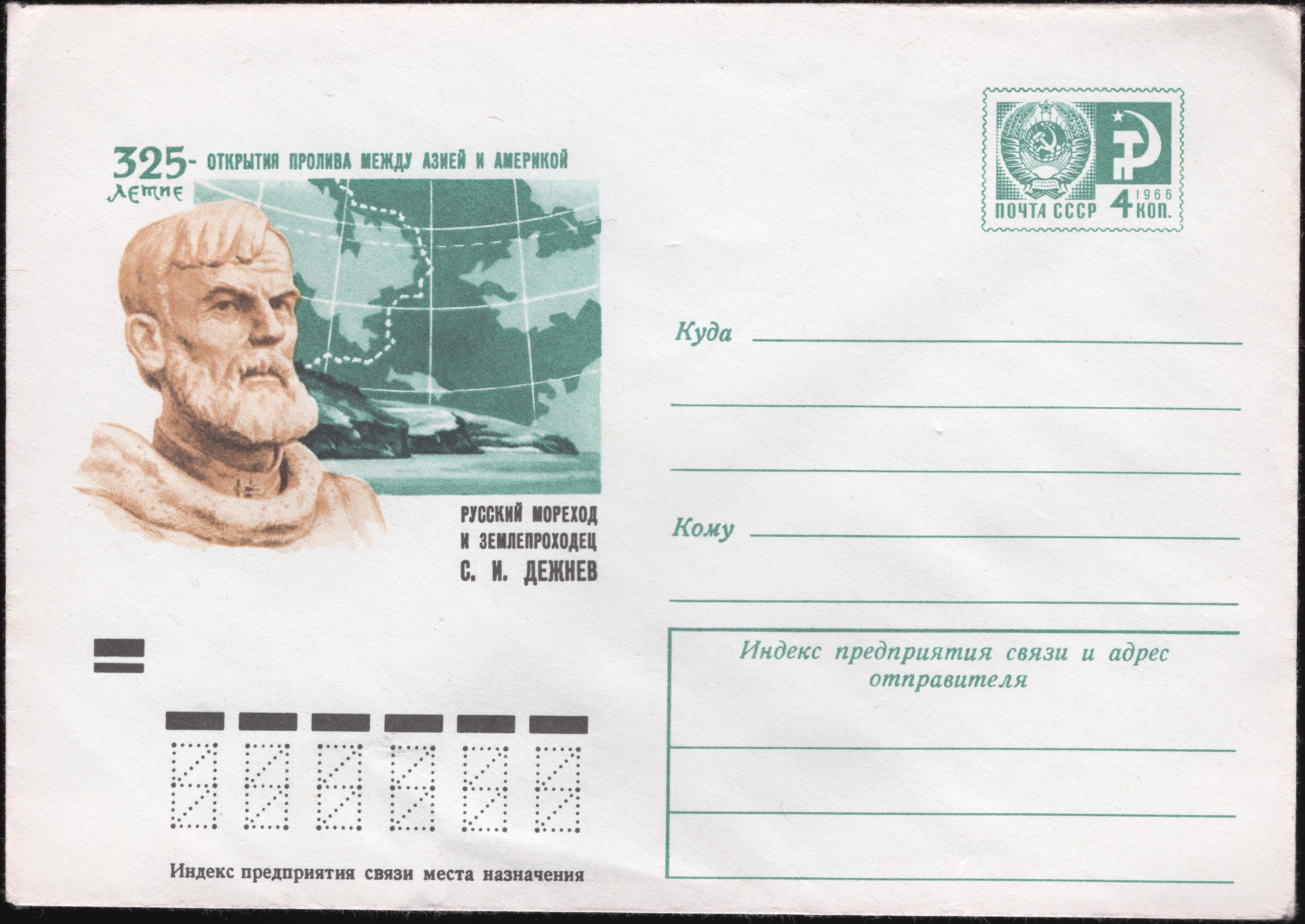
Художественный маркированный конверт СССР, 1973 год

## Сочинения
С. И. Дежнёв письмом не владел, все сохранившиеся записки и челобитные от его имени были записаны со слов.

http://www.booksite.ru/dejnev/07.html Архивная копия от 22 мая 2012 на Wayback Machine